# گادژییفو
شهر گادژییفو (به روسی: Гаджиево) در کشور روسیه و در اوبلاست مورمانسک واقع شده‌است.